# Liga Mexicana del Pacífico 1980-81
La Temporada 1980-81 de la Liga Mexicana del Pacífico fue la 23.ª edición, llevó el nombre de Miguel Leyson Pérez y comenzó el 7 de octubre de 1980.
En esta temporada Cañeros de Los Mochis y Potros de Tijuana suspendieron su participación, por lo que se desaparecieron las Zonas (Norte y Sur), se retomó el sistema de competencia de puntos, dividiendo la temporada en dos vueltas, además se amplió el calendario de 74 a 86 juegos. 
Durante la campaña se lanzaron dos juegos sin hit ni carrera y un juego sin hit ni carrera en play-offs.
La temporada finalizó el 30 de enero de 1981, con la coronación de los Yaquis de Ciudad Obregón al vencer 4-3 en serie final a los Naranjeros de Hermosillo.

## Sistema de competencia

### Temporada regular
La temporada regular se dividió en dos vueltas, abarcando un total de 86 juegos a disputarse para cada uno de los ocho clubes. Al término de cada mitad, se asigna un puntaje que va de 1 a 8 puntos en forma ascendente, según la clasificación (standing) general de cada club. El equipo con mayor puntaje se denomina campeón del rol regular. A continuación se muestra la distribución de dicho puntaje:
- Primera posición: 8 puntos
- Segunda: 7 puntos
- Tercera: 6 puntos
- Cuarta: 5 puntos
- Quinta: 4 puntos
- Sexta: 3 puntos
- Séptima: 2 puntos
- Octava: 1 puntos

### Semifinal
Para la etapa de semifinales, pasan los cuatro equipos con mayor puntaje sobre la base de las dos mitades de la temporada regular. De esta manera, el cuarto se enfrenta como visitante al segundo del standing en una serie, mientras que el primero y el tercero hacen lo mismo a su vez.

### Final
Se da entre los equipos que ganaron en la etapa de semifinales, a ganar 4 de 7 juegos.

## Calendario
- Número de Juegos: 86 juegos

## Datos Sobresalientes
- Rafael García, lanza un juego sin hit ni carrera el 29 de noviembre de 1980, con los Algodoneros de Guasave en contra de Águilas de Mexicali, siendo el número 16 de la historia de la LMP.
- Will McEnaney, lanza un juego sin hit ni carrera el 30 de noviembre de 1980, con los Águilas de Mexicali en contra de Algodoneros de Guasave, siendo el número 17 de la historia de la LMP.
- Jim Gott, lanza un juego sin hit ni carrera el 16 de enero de 1981, con los Marineros de Guaymas en contra de Yaquis de Ciudad Obregón, siendo el número 1 de la historia de la LMP lanzado en play-offs.

## Equipos participantes
| Liga Mexicana del Pacífico 1980-81 |           |             |                           |                          |           |
| Equipo                             | Fundación | Mánager     | Ciudad                    | Estadio                  | Capacidad |
| Águilas de Mexicali                | 1948      | Por definir | Mexicali, Baja California | Nido de los Águilas      | 9,000     |
| Algodoneros de Guasave             | 1970      | Por definir | Guasave, Sinaloa          | Francisco Carranza Limón | 8,000     |
| Marineros de Guaymas               | 1945      | Por definir | Guaymas, Sonora           | "Abelardo L. Rodríguez"  | 5,000     |
| Mayos de Navojoa                   | 1950      | Por definir | Navojoa, Sonora           | Manuel Ciclón Echeverría | 8,000     |
| Naranjeros de Hermosillo           | 1944      | Por definir | Hermosillo, Sonora        | Héctor Espino            | 10,000    |
| Tomateros de Culiacán              | 1965      | Por definir | Culiacán, Sinaloa         | General Ángel Flores     | 10,000    |
| Venados de Mazatlán                | 1945      | Por definir | Mazatlán, Sinaloa         | Teodoro Mariscal         | 6,000     |
| Yaquis de Ciudad Obregón           | 1947      | Lee Sigman  | Ciudad Obregón, Sonora    | Tomás Oroz Gaytán        | 10,000    |

## Standings

### Primera vuelta
| Equipos                  | JJ | JG | JP | JE | PCT  | JV   | PTS |
| ------------------------ | -- | -- | -- | -- | ---- | ---- | --- |
| Algodoneros de Guasave   | 44 | 28 | 16 | -  | .636 | -    | 8   |
| Marineros de Guaymas     | 44 | 24 | 19 | 1  | .558 | 3.5  | 7   |
| Naranjeros de Hermosillo | 44 | 24 | 20 | -  | .545 | 4.0  | 6   |
| Águilas de Mexicali      | 44 | 23 | 21 | -  | .523 | 5.0  | 5   |
| Yaquis de Ciudad Obregón | 44 | 22 | 22 | -  | .500 | 6.0  | 4   |
| Mayos de Navojoa         | 44 | 21 | 23 | -  | .477 | 7.0  | 3   |
| Tomateros de Culiacán    | 44 | 18 | 26 | -  | .409 | 10.0 | 2   |
| Venados de Mazatlán      | 44 | 15 | 28 | 1  | .349 | 12.5 | 1   |

### Segunda vuelta
| Equipos                  | JJ | JG | JP | JE | PCT  | JV   | PTS |
| ------------------------ | -- | -- | -- | -- | ---- | ---- | --- |
| Yaquis de Ciudad Obregón | 41 | 28 | 13 | -  | .683 | -    | 8   |
| Venados de Mazatlán      | 42 | 25 | 16 | 1  | .610 | 3.0  | 7   |
| Mayos de Navojoa         | 40 | 21 | 19 | -  | .525 | 6.5  | 6   |
| Algodoneros de Guasave   | 42 | 21 | 21 | -  | .500 | 7.5  | 5   |
| Naranjeros de Hermosillo | 41 | 20 | 21 | -  | .488 | 8.0  | 4   |
| Marineros de Guaymas     | 39 | 18 | 21 | -  | .462 | 9.0  | 3   |
| Águilas de Mexicali      | 41 | 18 | 23 | -  | .439 | 10.0 | 2   |
| Tomateros de Culiacán    | 42 | 12 | 29 | 1  | .293 | 16.0 | 1   |

### General
| Equipos                  | JJ | JG | JP | JE | PCT  | JV   | PTS |
| ------------------------ | -- | -- | -- | -- | ---- | ---- | --- |
| Algodoneros de Guasave   | 86 | 49 | 37 | -  | .570 | -    | 13  |
| Yaquis de Ciudad Obregón | 85 | 50 | 35 | -  | .588 | -    | 12  |
| Naranjeros de Hermosillo | 85 | 44 | 41 | -  | .517 | 4.5  | 10  |
| Marineros de Guaymas     | 83 | 42 | 40 | 1  | .512 | 5.0  | 10  |
| Mayos de Navojoa         | 84 | 42 | 42 | -  | .500 | 6.0  | 9   |
| Venados de Mazatlán      | 86 | 40 | 44 | 2  | .476 | 8.0  | 8   |
| Águilas de Mexicali      | 85 | 41 | 44 | -  | .482 | 7.5  | 7   |
| Tomateros de Culiacán    | 86 | 30 | 55 | 1  | .353 | 18.5 | 3   |

| Avanza a Play-offs |

## Play-offs
|  | Semifinales | Semifinales | Semifinales |         |            | Final      | Final | Final |  |
|  |             |             |             |         |            |            |       |       |  |
|  |             |             |             |         |            |            |       |       |  |
|  | Hermosillo  | Hermosillo  | 4           |         |            |            |       |       |  |
|  | Hermosillo  | Hermosillo  | 4           |         |            |            |       |       |  |
|  | Guasave     | Guasave     | 3           |         |            |            |       |       |  |
|  | Guasave     | Guasave     | 3           |         | Hermosillo | Hermosillo | 3     |       |  |
|  |             |             |             |         | Hermosillo | Hermosillo | 3     |       |  |
|  |             |             | Obregón     | Obregón | 4          |            |       |       |  |
|  | Guaymas     | Guaymas     | Obregón     | Obregón | 4          | 2          |       |       |  |
|  | Guaymas     | Guaymas     |             |         |            | 2          |       |       |  |
|  | Obregón     | Obregón     | 4           |         |            |            |       |       |  |
|  | Obregón     | Obregón     | 4           |         |            |            |       |       |  |
|  |             |             |             |         |            |            |       |       |  |

### Semifinales
| Equipos                  | JJ | JG | JP | PCT  | JV  |
| ------------------------ | -- | -- | -- | ---- | --- |
| Yaquis de Ciudad Obregón | 6  | 4  | 2  | .667 | -   |
| Naranjeros de Hermosillo | 7  | 4  | 3  | .571 | -   |
| Algodoneros de Guasave   | 7  | 3  | 4  | .429 | 1.0 |
| Marineros de Guaymas     | 6  | 2  | 4  | .333 | 2.0 |

| Avanza a la final |

### Final
| Equipos                  | JJ | JG | JP | PCT  | JV  |
| ------------------------ | -- | -- | -- | ---- | --- |
| Yaquis de Ciudad Obregón | 7  | 4  | 3  | .571 | -   |
| Naranjeros de Hermosillo | 7  | 3  | 4  | .429 | 1.0 |

| Campeón |

## Cuadro de honor
| Equipos                  | Posición   |
| ------------------------ | ---------- |
| Yaquis de Ciudad Obregón | Campeón    |
| Naranjeros de Hermosillo | Subcampeón |
| Algodoneros de Guasave   | 3° Lugar   |
| Marineros de Guaymas     | 4° Lugar   |
| Mayos de Navojoa         | 5° Lugar   |
| Venados de Mazatlán      | 6° Lugar   |
| Águilas de Mexicali      | 7° Lugar   |
| Tomateros de Culiacán    | 8° Lugar   |

## Designaciones
A continuación se muestran a los jugadores más valiosos de la temporada.
| Designación         | Ganador            | Equipo                   |
| ------------------- | ------------------ | ------------------------ |
| Jugador Más Valioso | José Antonio Limón | Yaquis de Ciudad Obregón |
| Pitcher del Año     | Eleno Cuen         | Ostioneros de Guaymas    |
| Novato del año      | José Antonio Limón | Yaquis de Ciudad Obregón |
| Mánager del Año     | Lee Sigman         | Yaquis de Ciudad Obregón |
| Mánager Campeón     | Lee Sigman         | Yaquis de Ciudad Obregón |
| Campeón de Bateo    | David Green        | Yaquis de Ciudad Obregón |
| Campeón de Pitcheo  | Alejo Ahumada      | Algodoneros de Guasave   |